# Хосе Фелікс Естіґаррібія
Хосе́ Фе́лікс Естіґаррібі́я (ісп. José Félix Estigarribia, Караґуатай, 21 лютого 1888 — Альтос, 7 вересня 1940) — парагвайський маршал, герой Чакської війни та президент Парагваю від Ліберальної партії з 1939 по 1940 рік.
За освітою агроном, він вступив до парагвайської армії в 1910 році та навчався в Чилі і Франції у військовій академії Сен-Сір. Він командував Першою піхотною дивізією протягом Чакської війни, під час якої дослужився до посади бригадира, а потім дивізійного генерала та командувача парагвайської армії. В 1935 році він повернувся до Асунсьйона як герой війни, йому була призначена пенсія у 1000 песо на місяць. Він подав у відставку з посади командувача після того, як президент Еусебіо Аяла був скинутий в ході Лютневої революції Рафаелем Франко, проте служив послом Парагваю у США.
Естіґаррібія був обраний президентом Парагваю на чотирьохрічний термін в 1939 році, зайнявши посаду 16 липня. Через 6 місяців, 19 лютого 1940 року він розпустив парламент і припинив дію конституції під приводом загрози анархії, після чого була затверджена нова конституція, що значно розширювала президентські повноваження.
7 вересня 1940 рокі Естіґаррібія з дружиною відвідували провінційні райони Парагваю, проте його літак, що щойно вилетів з Альтоса, розбився біля містечка Аґапуей, під час аварії всі пасажири літака загинули. Президентську посаду зайняв Іхініо Моріньїґо, який посмертно присвоїв Естіґаррібії чин маршала.